# Rauville-la-Place
Rauville-la-Place ist eine französische Gemeinde mit 388 Einwohnern (Stand 1. Januar 2022) im Département Manche in der Region Normandie. Sie gehört zum Arrondissement Cherbourg und zum Kanton Bricquebec-en-Cotentin. 

## Lage
Sie liegt auf der Halbinsel Cotentin und grenzt im Norden an Sainte-Colombe, im Nordosten an Reigneville-Bocage und La Bonneville, im Osten an Crosville-sur-Douve, im Südosten an Varenguebec und im Süden und Westen an Saint-Sauveur-le-Vicomte.  

## Bevölkerungsentwicklung
| Jahr      | 1962 | 1968 | 1975 | 1982 | 1990 | 1999 | 2008 | 2018 |
| --------- | ---- | ---- | ---- | ---- | ---- | ---- | ---- | ---- |
| Einwohner | 585  | 511  | 418  | 397  | 418  | 432  | 386  | 373  |

## Sehenswürdigkeiten
- Kapelle Notre-Dame de la Délivrande
- Kirche Saint-Laurent
- Manoir de Garnetot, Herrenhaus Monument historique seit 1979

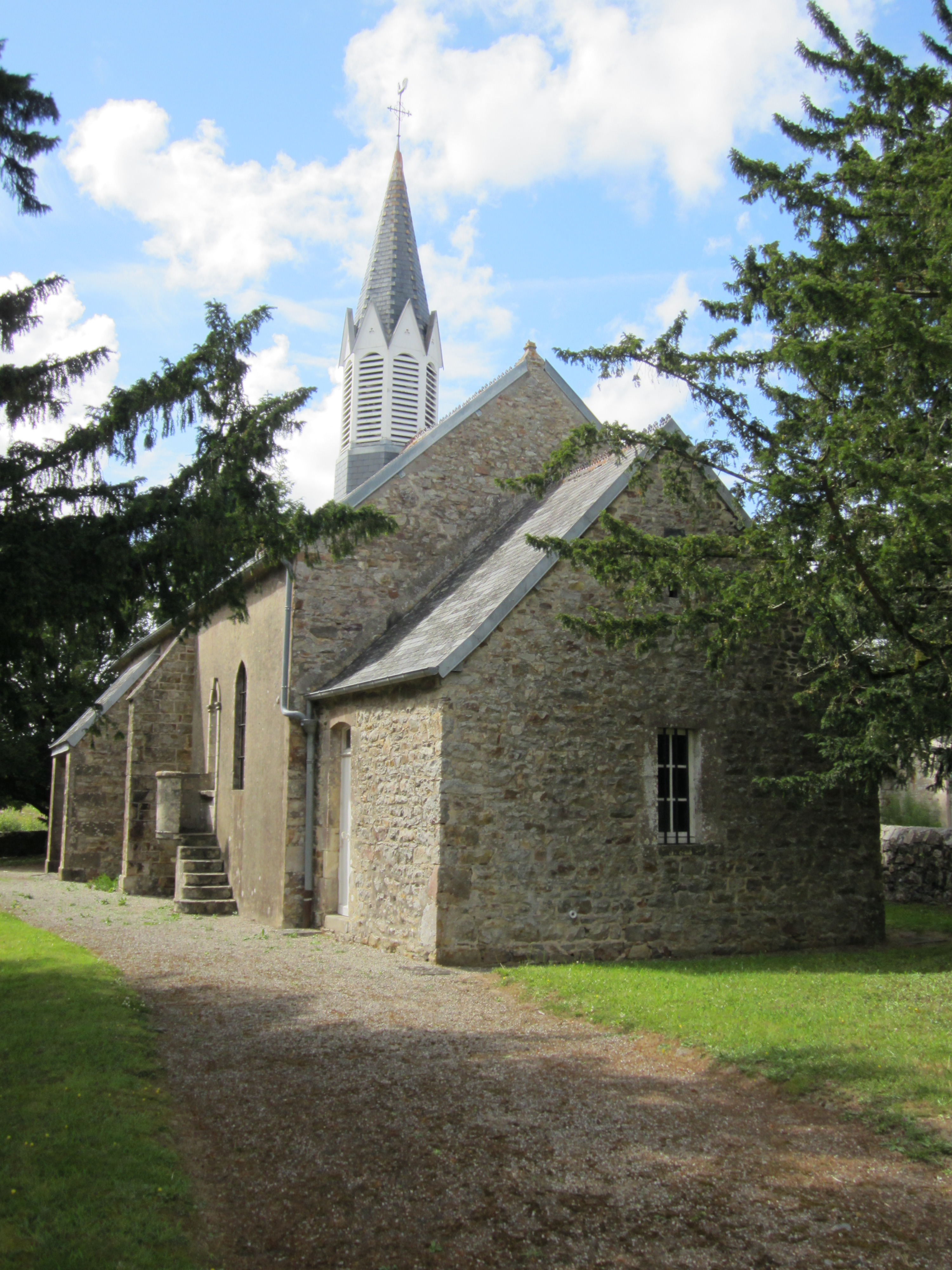
Kapelle Notre-Dame de la Délivrande
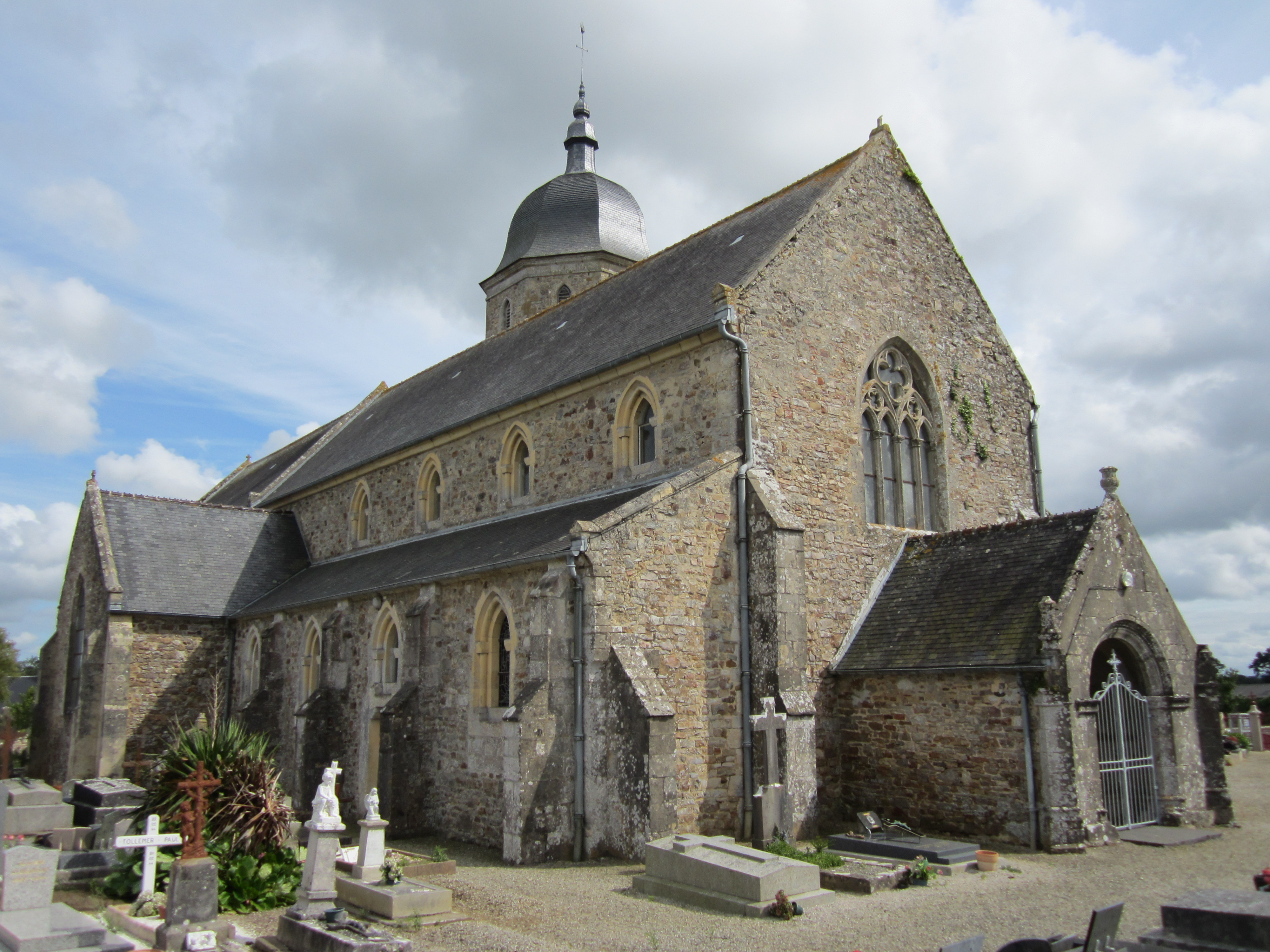
Kirche Saint-Laurent
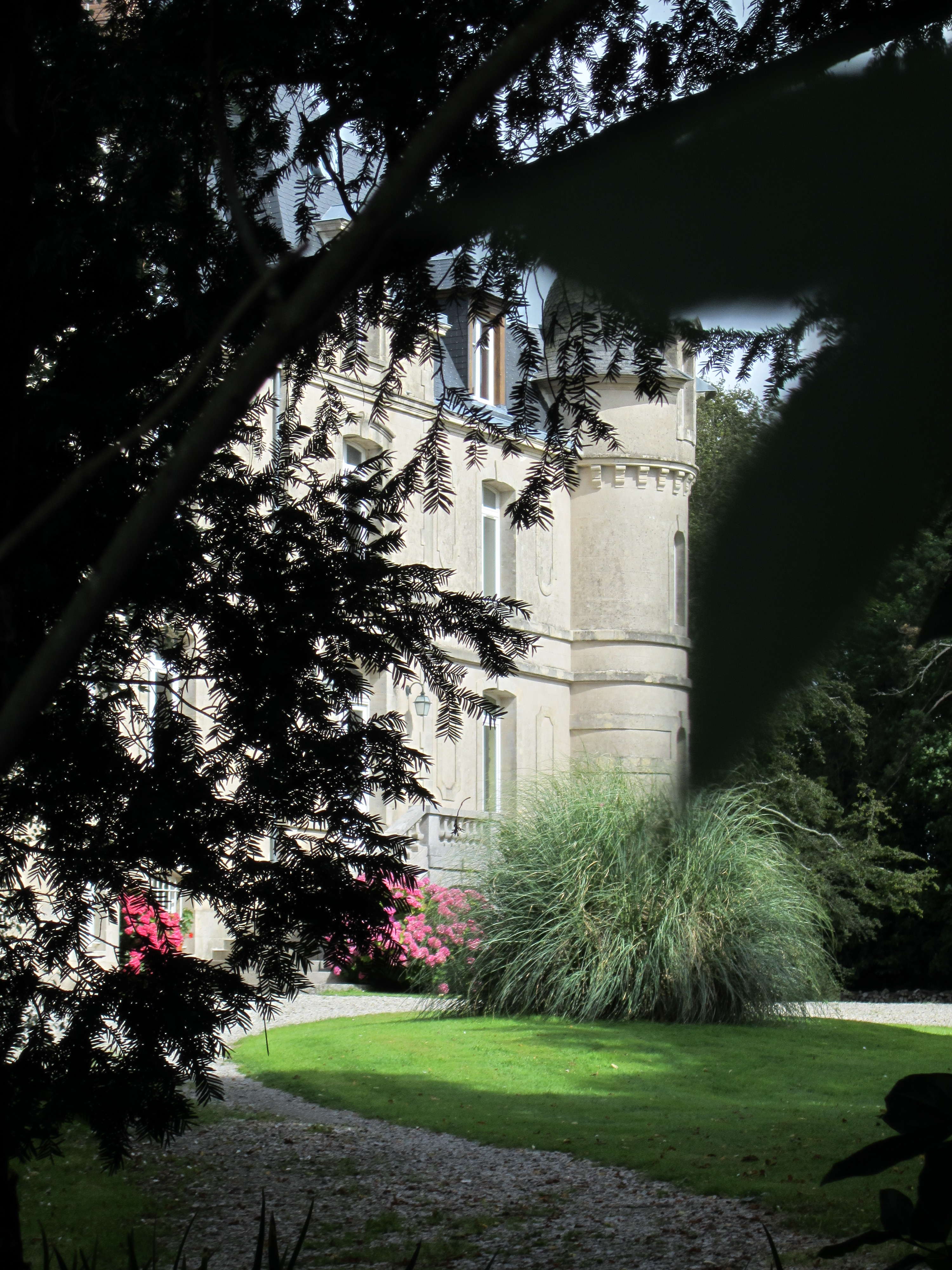
Manoir de Garnetot